# Platja del Serrallo
La platja del Serrallo, o la Platjola, és una platja natural del municipi de Sant Jaume d'Enveja (Montsià), situada al Parc Natural del Delta de l'Ebre. Està delimitada a l'extrem esquerre amb el canal de l'Estany de l'Alfacada, que la separa de la platja de l'Alfacada, i a l'extrem dret amb el canal de la Platjola, o lo Desaigüe del Riuet, que la separa de la platja dels Eucaliptus, al límit del terme d'Amposta. Orientada al sud-sud-est, té una longitud de 3.025 metres i una amplada mitjana de 121 metres, formada per sorra fina, amb un pendent d'entrada a l'aigua moderat. Al rereplatja hi ha una zona dunar, i al darrere camps d'arrossars. A l'extrem nord hi ha una zona nudista. Disposa d'aparcament i dutxa. S'hi permet anar-hi amb gossos.
L'Agència Catalana de l'Aigua efectua un control setmanal de la qualitat de l'aigua, durant la temporada de bany, amb el resultat d'excel·lent.